# Kempynus tjederi
Kempynus tjederi är en insektsart som beskrevs av Oswald 1994. Kempynus tjederi ingår i släktet Kempynus och familjen vattenrovsländor. Inga underarter finns listade i Catalogue of Life.